# Szóstkowy system liczbowy
Szóstkowy system liczbowy – pozycyjny system liczbowy, w którym podstawą jest liczba 6. Do zapisu liczb potrzebne jest 6 cyfr: 0, 1, 2, 3, 4 i 5.

## Liczby pierwsze
Szóstkowy system liczbowy może być uznany za przydatny w badaniach liczb pierwszych, ponieważ wszystkie liczby pierwsze wyrażone w tym systemie, z wyjątkiem 2 i 3, kończą się cyfrą 1 lub 5. Kilka początkowych liczb pierwszych w zapisie szóstkowym to:
{\displaystyle 2_{6}=2_{10}}
{\displaystyle 3_{6}=3_{10}}
{\displaystyle 5_{6}=5_{10}}
{\displaystyle 11_{6}=7_{10}}
{\displaystyle 15_{6}=11_{10}}
{\displaystyle 21_{6}=13_{10}}
{\displaystyle 25_{6}=17_{10}}
{\displaystyle 31_{6}=19_{10}}
{\displaystyle 35_{6}=23_{10}}
{\displaystyle 45_{6}=29_{10}}
{\displaystyle 51_{6}=31_{10}}
{\displaystyle 101_{6}=37_{10}}
{\displaystyle 105_{6}=41_{10}}
{\displaystyle 111_{6}=43_{10}}
{\displaystyle 115_{6}=47_{10}}
{\displaystyle 125_{6}=53_{10}}
{\displaystyle \ldots }
Ponadto wszystkie znane liczby doskonałe, z wyjątkiem 6, kończą się na 44 w zapisie szóstkowym.

## Ułamki
Z uwagi na to, że 6 jest iloczynem pierwszych dwóch liczb pierwszych, oraz sąsiaduje z dwiema kolejnymi liczbami pierwszymi, wiele ułamków w zapisie szóstkowym ma prostszą reprezentację:
| Dziesiętnie | Dziesiętnie                      | Szóstkowo | Szóstkowo              |
| ----------- | -------------------------------- | --------- | ---------------------- |
| 1/2         | 0,5                              | 1/2       | 0,3                    |
| 1/3         | 0,(3)                            | 1/3       | 0,2                    |
| 1/4         | 0,25                             | 1/4       | 0,13                   |
| 1/5         | 0,2                              | 1/5       | 0,(1)                  |
| 1/6         | 0,1(6)                           | 1/10      | 0,1                    |
| 1/7         | 0,(142857)                       | 1/11      | 0,(05)                 |
| 1/8         | 0,125                            | 1/12      | 0,043                  |
| 1/9         | 0,(1)                            | 1/13      | 0,04                   |
| 1/10        | 0,1                              | 1/14      | 0,0(3)                 |
| 1/11        | 0,(09)                           | 1/15      | 0,(0313452421)         |
| 1/12        | 0,08(3)                          | 1/20      | 0,03                   |
| 1/13        | 0,(076923)                       | 1/21      | 0,(024340531215)       |
| 1/14        | 0,0(714285)                      | 1/22      | 0,0(23)                |
| 1/15        | 0,0(6)                           | 1/23      | 0,0(2)                 |
| 1/16        | 0,0625                           | 1/24      | 0,0213                 |
| 1/17        | 0,(0588235294117647)             | 1/25      | 0,(0204122453514331)   |
| 1/18        | 0,0(5)                           | 1/30      | 0,02                   |
| 1/19        | 0,(052631578947368421)           | 1/31      | 0,(015211325015211325) |
| 1/20        | 0,05                             | 1/32      | 0,01(4)                |
| 1/21        | 0,(047619)                       | 1/33      | 0,0(14)                |
| 1/22        | 0,0(045)                         | 1/34      | 0,0(1345242103)        |
| 1/23        | 0,(0434782608695652173913)       | 1/35      | 0,0(01322030441)       |
| 1/24        | 0,041(6)                         | 1/40      | 0,013                  |
| 1/25        | 0,04                             | 1/41      | 0,(01235)              |
| 1/26        | 0,0(384615)                      | 1/42      | 0,0(121502434053)      |
| 1/27        | 0,(037)                          | 1/43      | 0,012                  |
| 1/28        | 0,03(571428)                     | 1/44      | 0,01(14)               |
| 1/29        | 0,(0344827586206896551724137931) | 1/45      | 0,(01124045443151)     |
| 1/30        | 0,0(3)                           | 1/50      | 0,0(1)                 |
| 1/31        | 0,(032258064516129)              | 1/51      | 0,(010545)             |
| 1/32        | 0,03125                          | 1/52      | 0,01043                |
| 1/33        | 0,(03)                           | 1/53      | 0,0(1031345242)        |
| 1/34        | 0,0(2941176470588235)            | 1/54      | 0,0(1020412245351433)  |
| 1/35        | 0,0(285714)                      | 1/55      | 0,(01)                 |
| 1/36        | 0,02(7)                          | 1/100     | 0,01                   |

Nawiasy oznaczają nieskończone powtarzanie ciągu cyfr, czyli okres ułamka nieskończonego.

## Języki naturalne
Wykazano, że liczebniki w języku ndom z indonezyjskiej Nowej Gwinei opierają się na systemie szóstkowym. Mer znaczy 6, mer an thef znaczy 6×2 = 12, nif znaczy 36, a nif thef znaczy 36×2 = 72.